# Ellmau
Ellmau é um município da Áustria, situado no distrito de Kufstein, estado do Tirol. 
Situa-se num vale do parque natural de Wilder Kaiser, a cerca de 17 km da saída de Kufstein-sul da auto-estrada Inntal Autobahn (A12), a 820m de altitude, na área de Söll Leukental. Encontra-se aninhada entre os montes de Wilder Kaiser a norte e Hartkaiser a sul.
É um local apropriado tanto para desportos de verão como de inverno, sendo o turismo a sua principal atividade (possui cerca de 5.000 camas para visitantes).
Dispõe de um campo de golfe de grande dimensão, de uma piscina e de um funicular para o monte Hartkaiser, que a liga a uma grande área de esqui.
A primeira referência documental a Ellmau data de 1155.

## Localidades vizinhas
Brixen im Thale, Going am Wilden Kaiser, Kirchberg in Tirol, Kirchdorf in Tirol, Kufstein, Reith bei Kitzbühel, Scheffau am Wilden Kaiser, Söll.

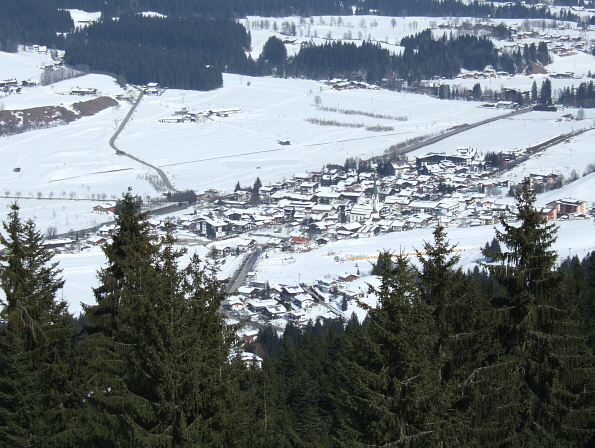
Ellmau no Inverno.